# Pitkäisjärvi
Pitkäsjärvi eller Pitkäisjärvi är en sjö i Finland. Den ligger i kommunen Brahestad i landskapet Norra Österbotten, i den centrala delen av landet, 500 km norr om huvudstaden Helsingfors. Pitkäisjärvi ligger 102,7 meter över havet. I omgivningarna runt Pitkäsjärvi växer i huvudsak blandskog. Arean är 20,9 hektar och strandlinjen är 2,29 kilometer lång. Sjön  ingår i Piehinkijokis huvudavrinningsområde. 